# Sender Putbus
Der Sender Putbus war ein Mittelwellensender, zuletzt betrieben von der Media Broadcast, östlich der Stadt Putbus, auf der Insel Rügen in Mecklenburg-Vorpommern. Bei dem Sendemasten handelte es sich um einen 51 Meter hohen abgespannten, selbststrahlenden Stahlfachwerkmast mit kreuzförmiger Dachkapazität, der gegen Erde isoliert war.
Der Sendemast wurde im Jahr 1960 errichtet und diente der Ausstrahlung des Programms von Radio DDR I auf der Insel Rügen. Mit dem Start der Ferienwelle wurde auch diese zeitpartagiert von diesem Sender übertragen. Als Frequenz diente zunächst die 1052 kHz, mit dem Inkrafttreten des Genfer Wellenplans wechselte man die Frequenz auf die 729 kHz, die Leistung betrug 5 kW. In den 80er-Jahren kamen noch einige UKW-Füllsender hinzu, die primär das Ziel hatten, die Insel Vilm vor der Küste Rügens rundfunktechnisch zu versorgen.
Nach der Wende errichtete die Deutsche Bundespost einen neuen Grundnetzsender in Garz/Rügen, von wo fortan die UKW-Sender abgestrahlt wurden. Der NDR nutzte die Mittelwellenfrequenz in Putbus noch bis 1996 für das Programm NDR 4 und schaltete den Sender anschließend aufgrund der flächendeckenden UKW-Versorgung von NDR 4 in Mecklenburg-Vorpommern ab. Die Frequenz wurde später für private Rundfunkbetreiber ausgeschrieben, der Gewinner der Ausschreibung startete jedoch nie den Sendebetrieb und so wurde die Lizenz wieder entzogen.
Die Deutsche Telekom rüstete anschließend den Sender Putbus für DRM-Betrieb um und startete im Jahr 2001 erste Tests. Zur Internationale Funkausstellung 2003 ging der Sender Putbus, diesmal digital im DRM-Modus, für den Deutschlandfunk in Betrieb. Später wechselte das Deutschlandradio das Programm und strahlte fortan Deutschlandradio Kultur über die Frequenz in Putbus ab. Im Jahr 2010 nahm das Deutschlandradio anschließend die Frequenz in Putbus außer Betrieb.
Da es sich bei dem Sender Putbus um den letzten funktionsfähigen Mittelwellensender in Mecklenburg-Vorpommern handelte, startete die zuständige Landesmedienanstalt eine erneute Ausschreibung in der Hoffnung, einen Interessenten für diesen Standort zu finden. Diese Ausschreibung verlief jedoch erfolglos, daraufhin wurde der Sender Putbus im Jahr 2012 demontiert.